# Hamme (Vlaams-Brabant)
Hamme is een deelgemeente van de Belgische gemeente Merchtem in de provincie Vlaams-Brabant. Behalve enkele landbouwbedrijven is de gemeente residentieel; handeldrijvende middenstand ontbreekt volledig. Hamme was een zelfstandige gemeente tot aan de gemeentelijke herindeling van 1977.

## Toponymie
Het toponiem zou afkomstig zijn van het woord Ham. Een Ham is een landtong in een overstromingsgebied van rivieren die steeds op het water wordt herwonnen. Het dorp werd voor de eerste maal vermeld in 694 in het Liber traditionum Sancti Petri Blandini van Gent.

## Geschiedenis
Hamme werd voor het eerst vermeld in 694, en wel in het Gentse Liber traditionum Sancti Petri Blandini. Naar verluidt zou Sint-Goedele hier geboren zijn evenals haar broer, Sint-Emebertus. Het patronaatsrecht van de kerk was tot 1033 in bezit van de Sint-Pietersabdij te Gent. In 1046 kwam het aan de Abdij van Nijvel en in 1145 aan de Abdij van Affligem. Lang bleef het een landbouwdorp maarvanaf 1970 werd het, vanwege de nabijheid van Brussel, ook een forenzenplaats. In 1977 werd Hamme bij Merchtem gevoegd.

## Bezienswaardigheden

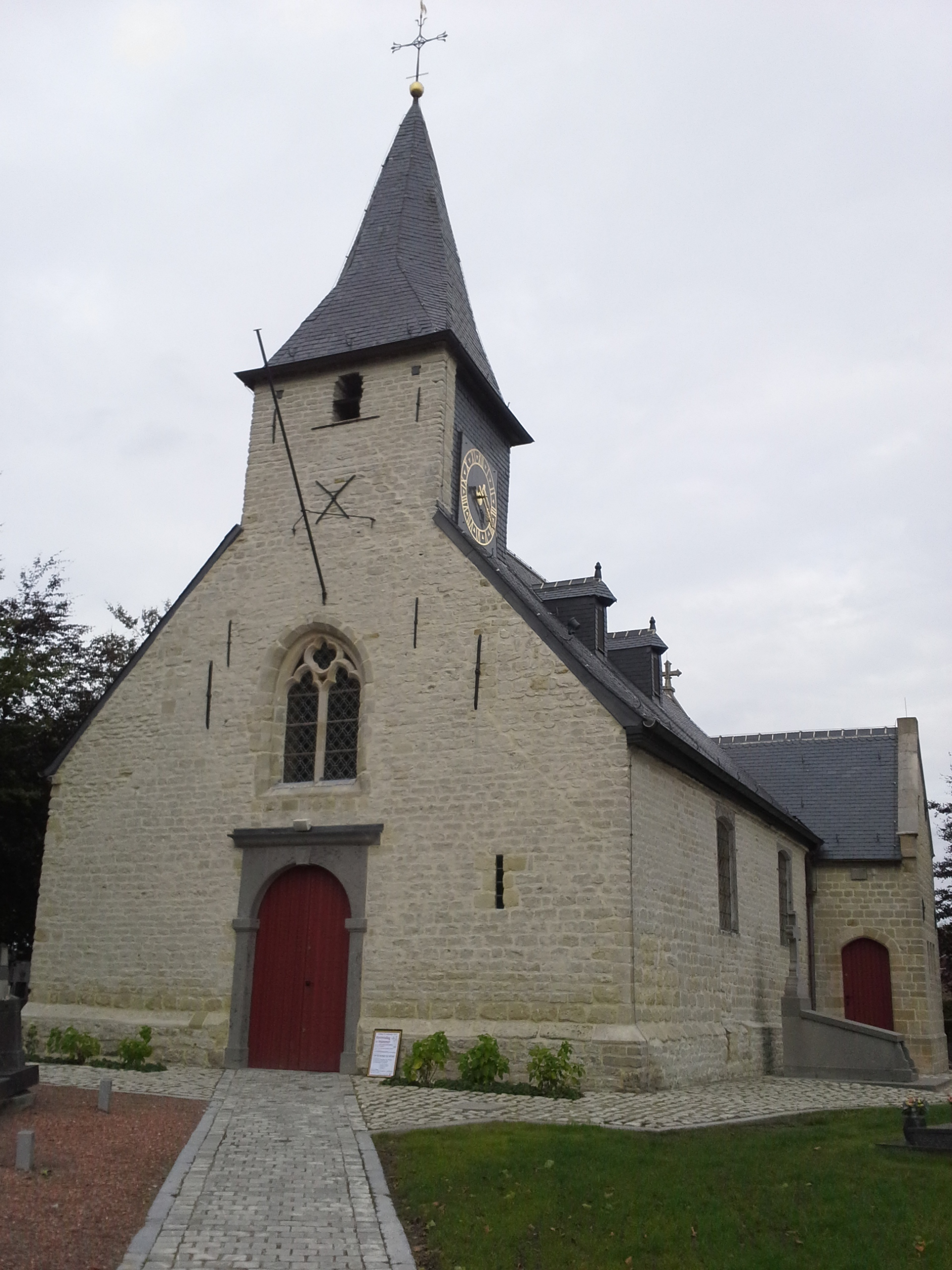
Sint-Gudulakerk

- De Sint-Goedelekerk (tot 1982 "O.-L.-Vrouwkerk", nu "H. Gudula") is de derde kerk in witte zandsteen (gewijd op 16 augustus 1680). De eerste kerk zou teruggaan tot in het Karolingische tijdperk.
- Het Hof te Hamme is een typische Brabantse hoeve in gesloten bouworde met ruime binnenplaats; archeologische vondsten wijzen op een eertijds Frankische nederzetting. Vanaf 1176 tot eind 18e eeuw behoorden de kerk en het Hof te Hamme toe aan de abdij van Affligem, die het had verworven van de abdij van Nijvel.

## Natuur en landschap
Hamme ligt in een golvend landschap waarvan de hoogte varieert tussen 40 en 75 meter.
Langs het "Goedelepad" heeft men uitzicht op het domein van Boechout met de Nationale Plantentuin van België te Meise en de Brusselse agglomeratie (Atomium).

## Demografische ontwikkeling
Het aantal inwoners dat tot 1950 vrijwel stabiel bleef (279 in 1947) is sindsdien verdriedubbeld (856 in 2020) door inwijking vanuit het nabijgelegen Brussel en de Brusselse Rand. 
- Bronnen:NIS, Opm:1831 tot en met 1970=volkstellingen; 1976 = inwoneraantal op 31 december

## Cultuur

## Bekende Hammenaars
Hamme zou de geboorteplaats zijn van de heilige Goedele (H. Gudula) (7e/8e eeuw) en haar broer Sint-Emebert (een prelaat uit het oude bisdom Kamerijk), kinderen van hertog Witger van Lotharingen en Sint-Amelberga. De heilige Goedele zou in de kerk begraven zijn. Spijts opgravingen werd het graf nooit ontdekt.

## Nabijgelegen kernen
Brussegem, Bollebeek, Ossel, Kobbegem, Relegem